# يوم ذي دوران
يوم ذي دوران وهو يوم من أيام العرب في الجاهلية وكان بين بني لحيان من هذيل وبني كعب من خزاعة في أرض قرب مكة تسمى ذي دوران.

## خبر اليوم
ذكر راوية العرب الأصمعي احداث اليوم فقال.
| يوم ذي دوران | غزت بنو كعب بن عمرو بن خزاعة بني لحيان بأسفل ذي دوران فامتنعت عنهم بنو لحيان | يوم ذي دوران |

وقال مالك بن خالد الخناعي في هذا اليوم.
وشرح أبو سعيد السكري الأبيات السابقة فقال «تواصوا فقالوا ماصعوا أي اضربوا وأثخنوا. وخشب تجر الى خشب أي يقتلون كأنهم خُشب وراغية السقب أي انه غزاة خزاعة أهلكوا بالقتل كما هلكت ثمود حين رغا سقب الناقة فكذلك خزاعة في هذا اليوم حين انقتلوا».
وقد قال مالك بن خالد الخناعي في هذا اليوم: